# 2019年山梨県知事選挙
2019年山梨県知事選挙（2019ねんやまなしけんちじせんきょ）は、2019年（平成31年）1月27日に執行された山梨県知事を選出するための選挙である。

## 概要
公選第18代山梨県知事後藤斎の任期満了（2019年（平成31年）2月16日付
）に伴って行われた。
18歳選挙権施行後初の山梨県知事選挙である。平成生まれの立候補と、21世紀生まれの投票が可能となった最初の都道府県知事選挙である。
これまでの山梨県知事選挙は自由民主党（以下、自民党）系の保守分裂または一部造反して対立候補を支援する形、日本共産党（以下、共産党）以外の政党が相乗りで推薦・支持し、共産党勢力の候補との選挙戦となる「共産対非共産」の選挙戦の構図であったが、今回の山梨県知事選挙は現職の旧民主系候補に対し自民系が一本化した推薦候補を擁立している。与野党がそれぞれ別の候補を推薦したことから同年4月に予定される第19回統一地方選挙や7月に予定される第25回参議院議員通常選挙の前哨戦と位置づけられ、当選挙が他地方選および国政選挙での選挙戦略に影響を与えることが指摘された。

## 主な争点
主要メディアによる主な争点は以下の通り。
県内の人口減対策
山梨県の人口は2018年4月の推計人口で1984年（昭和59年）以来となる82万人を割り込んだ。山梨県の試算では2060年には75万人まで減少することが予測されている。
後藤知事は前回の選挙公約で「人口100万人」を掲げたが、知事就任後の2015年9月に「山梨県まち・ひと・しごと創生総合戦略」を発表し、別荘などの利用者や帰郷者、県内を訪れる旅行者を「リンケージ人口」として人口に含める方針を打ち出した。2018年時点で合算88.4万人（定住人口が約81.9万人、リンケージ人口は約6.5万人）となり、2060年では合算100.5万人（定住人口が約75万人、リンケージ人口は約25.5万人）と試算したが、山梨県議会では具体的な道筋が示されていないことが指摘されている。
2027年に開業する中央新幹線を活用した地域活性化
後藤知事は横内県政時代の「商業施設を抑制し、公共施設に特化する」方針を修正し、住宅や商業施設、地産地消型の発電設備を設置する方針を打ち出し、民間資本を誘致し人や産業の集積を図る方針を打ち出している。
横内県政時代は開業8年後の1日の利用者数を1万2千人程度としていたが、後藤県政では開業8年後の1日の利用者数を1万2千人から2万人と想定している。
4年間の後藤県政への評価
後藤知事は前回の選挙で先述の人口減対策のほかに「機械・電子産業の育成を目的とした県立の高等専門学校の設置」および「重粒子線治療」の導入を掲げていたが、知事就任後の2016年2月の定例会見で「（公約に掲げていた時の）1年前に見通すことができなかった」と事実上の後退を示唆する発言をしている。一方で政府が発表した保育料無料政策を県独自で上乗せし、第2子以降は3歳まで無料にする方針を打ち出している
2018年6月6日に自民党山梨県連は前回推薦した後藤の県政評価について公約117項目のうち5割について「Cランク」（公約が達成されていない）、6月13日に開催された検証委員会では116項目の進捗具合について63％の公約を「マイナス評価」とする発表を行った。また、後藤と自民党が共同に取り組んだ20の主要課題についても厳しい意見が相次ぎ、人口減少対策について「取り組みが総花的」「対象となる年齢層が不明瞭」と総括された。
44年ぶりに統一候補を推薦した自民県連の取り組みの成否
自民党が独自知事候補の推薦で一本化したのは1975年（昭和50年）に行われた県知事選挙の田邊圀男以来44年ぶりとなる。
自民党が一本化の推薦候補を擁立できなかった理由として1979年山梨県知事選挙では現職の田邊圀男に対して自民党の重鎮であった金丸信が対抗馬として望月幸明を擁立したため保守分裂状態となり党として推薦ができなかったこと、2003年山梨県知事選挙や2007年山梨県知事選挙では自民党元衆議院議員の横内正明が出馬し民主党系の元甲府市長である山本栄彦との選挙戦になったが、堀内光雄や自民党山梨県連が横内の推薦に反発したため見送られていたこと、2011年山梨県知事選挙では横内が推薦を断り支持に留まったことなどが挙げられる。また、1991年山梨県知事選挙では金丸信が支持した望月幸明の後継候補に対して自民党以外にも社会党、公明党、民社党の野党3政党が相乗りしたため独自にならず、その他についても保革連合の相乗り推薦または推薦を見送るなどしている。
前回の知事選では保坂武甲斐市長に出馬を打診したが断られ、その後も候補者が決まらず最終的には独自候補擁立を断念し民主党から推薦を受けていた後藤に相乗り推薦している。

## 選挙データ

### 告示日
- 2019年（平成31年）1月10日[yamanashi 2]

### 執行日
- 2019年（平成31年）1月27日[yamanashi 2]
- 当日の投票時間帯:午前8時30分 ~ 午後8時[yamanashi 2]
- 期日前投票：1月11日 ~ 1月26日[yamanashi 2]

### 同日選挙
- 甲府市長選挙（任期満了に伴う、1月20日 告示）[18]
- 上野原市議会議員選挙（任期満了に伴う、1月20日 告示）[18]
- 中央市議会議員選挙（任期満了に伴う、1月20日 告示）[18]

## 立候補者
※立候補者は以下の4名。立候補届け出順。
| 候補者名                           | 年齢 | 知事歴 | 党派                                       | 肩書き                          |
| ---------------------------------- | ---- | ------ | ------------------------------------------ | ------------------------------- |
| 花田仁 （はなだ ひとし）           | 57   | 新人   | 明るい民主県政をつくる会（日本共産党推薦） | 日本共産党山梨県委員長          |
| 米長晴信 （よねなが はるのぶ）     | 53   | 新人   | 無所属                                     | 元参議院議員 元フジテレビ記者   |
| 後藤斎 （ごとう ひとし）           | 61   | 現職   | 無所属（国民民主党・立憲民主党推薦）       | 山梨県知事（現職） 元衆議院議員 |
| 長崎幸太郎 （ながさき こうたろう） | 50   | 新人   | 無所属（自由民主党・公明党推薦）           | 元衆議院議員 元財務省職員       |

### 立候補者の県政政策
リンクはいずれもアーカイブ。
- 花田仁 - 花田仁の知事選公約(日本共産党山梨県委員会ブログ)
- 米長晴信 - 政策VISION(米長はるのぶ公式ホームページ)
- 後藤斎 - 第2ステージ主要政策(山梨県知事 後藤斎 公式ホームページ)
- 長崎幸太郎 - やまなしを幸せにする5つの約束(長崎幸太郎オフィシャルサイト)

## タイムライン
2018年
- 9月23日 - 元参議院議員の米長晴信が出馬を表明[20]。
- 9月25日 - 元衆議院議員の長崎幸太郎が出馬を表明[21]。
- 10月11日 - 現職の後藤斎が出馬を表明[22]。
- 11月6日 - 自民党が長崎を推薦[23]。
- 11月7日 - 国民民主党が後藤を推薦[1]。
- 11月22日 - 立憲民主党が後藤を推薦[24]。
- 12月20日 - 公明党が長崎を推薦[25]。
- 12月25日 - 共産党県委員長の花田仁が出馬を表明し、同党が花田を推薦[26]。

2019年
- 1月10日 - 選挙告示。出馬を表明していた4名が届け出[27]。
- 1月27日 - 選挙投票日、即日開票。

## 関係各所の動向

### 政党
自由民主党
自由民主党は2018年6月に実施した後藤県政の検討委員会を実施したのち、次期県知事選挙では後藤支持に含みをもたせながらも独自候補擁立に動き、9月9日の候補者選考委員会にて現職参議院議員で県連会長の森屋宏を推薦することで一致したが、先述の県政評価の段階で不出馬の意向を県議に伝えており、9月21日に森屋は不出馬を正式に表明。9月28日に同党所属の宮川典子衆議院議員へ出馬を要請するが宮川も10月2日に不出馬を表明し、前回の知事選に続き候補者選定が混迷することになった。
一方で県連サイドとは別に前知事で同党の衆議院議員だった横内正明（都留文科大学理事長）は自民党に復党した長崎幸太郎へ出馬を要請、長崎はこれを応諾し9月25日に出馬を表明し県連に推薦を求めた。しかし県連は衆議院山梨県第2区で県連が推薦していた堀内詔子と対立関係にあった長崎の推薦は難色を示し、県連会長代行の皆川厳県議へ出馬要請する動きや白壁賢一県議が出馬を検討する動き、さらに出馬を表明していた米長が自民党入党を申請する動きもあり、県連内からは独自候補を断念し前回同様後藤への相乗り推薦や自主投票の声もあった。これに対し長崎は10月6日に自民党県連会館を訪れ過去の対立を謝罪し、また県連所属も和歌山県から山梨県へ転籍申請するなどで対応。県連も皆川・白壁両県議が出馬を断念したことで10月27日に長崎の推薦要請を受け入れ、11月3日に県連として長崎の推薦を正式決定した。また、党本部も県連の要請を受け長崎への推薦を正式決定している。
公明党
公明党は前回の知事選では後藤を推薦したが、自民党との連立関係にあることなどから2018年12月20日に長崎の推薦を決定した。
旧民主党（国民民主党・立憲民主党）
前回後藤を推薦した民主党は民進党を経て国民民主党と立憲民主党に分裂状態となったが、国民民主党は2018年11月7日に、立憲民主党も11月20日にそれぞれ後藤を推薦した。11月9日に行われた後藤の事務所開きには元民主党幹事長の輿石東や中島克仁衆議院議員をはじめ、国民民主党と立憲民主党の県議が参加している。
日本共産党
県知事選挙では他政党と相乗りをせず独自候補を擁立してきた共産党は今回も独自候補擁立を準備していることが報じられていたが、2018年12月25日に山梨県委員会委員長の花田仁が出馬を表明し、同党から推薦を受けた。花田は前回に続き2度目の県知事選出馬となる。

### 首長
富士吉田市の堀内茂市長は11月8日の定例会見で現職の後藤支持を表明。また、自民県連相談役でもある堀内富久都留市長が参加する県内の有志8市村長でつくる会は2019年1月7日の会見で後藤の支援を表明し、元自民党衆議院議員で前回の県知事選で出馬を打診されていた保坂武甲斐市長も後藤の支援を表明するなど、自民系の現役首長が党推薦の意向に反し対立候補の支持を表明している。
田辺篤甲州市長と佐野和広南部町長は長崎の出陣式に出席している。
知事選と同日投開票が行われる甲府市長選挙へ出馬を表明している樋口雄一市長に対し、自民党と国民民主党は共に推薦を決定したと同時にそれぞれの推薦する県知事選候補者の支援を要請した。樋口市長は元々民主党系の県議会議員であるが、11月9日に自民党から推薦を受けた時点で態度を明確にしなかった。

### 団体
富士五湖観光連盟は2018年9月26日に後藤への再選出馬要請を行っている。富士五湖観光連盟の会長は選挙戦で長崎と対立していた堀内詔子の夫である堀内光一郎（富士急グループ会長）であり、要請の段階で長崎の自民党推薦は決定していなかったが、11月6日に推薦が決定した長崎が甘利明党本部選挙対策委員長、森屋宏県連会長立ち会いのもと堀内詔子と和解し知事選での協力を確認したことで堀内一族内で対応が分かれる状態になった。
その他、連合山梨や山梨県教職員組合、山梨県医師会、農協、山梨県郵便局長会、さらには自民党県連相談役で元甲府市長の宮島雅展らが参加する県政問題研究有志会が後藤支持を表明している。

## 選挙結果
各候補の得票率
投票率は57.93%で、前回（41.85%）と比べ16.08%上昇した。 
候補者別の得票数の順位、得票数、得票率、惜敗率、供託金没収概況は以下のようになった。供託金欄のうち「没収」とある候補者は、有効投票総数の10%を下回ったため全額没収された。得票率と惜敗率は未発表のため暫定計算とした（小数3位以下四捨五入）。
|      | 順位 | 候補者名   | 党派                     | 新旧 | 得票数      | 得票率 | 惜敗率 | 供託金 |
| ---- | ---- | ---------- | ------------------------ | ---- | ----------- | ------ | ------ | ------ |
| 当選 | 1    | 長崎幸太郎 | 無所属                   | 新   | 198,047     | 49.71% | ----   |        |
|      | 2    | 後藤斎     | 無所属                   | 現   | 166,666.929 | 41.83% | 84.15% |        |
|      | 3    | 米長晴信   | 無所属                   | 新   | 17,198      | 4.32%  | 8.7%   | 没収   |
|      | 4    | 花田仁     | 明るい民主県政をつくる会 | 新   | 16,467.046  | 4.14%  | 8.3%   | 没収   |

開票の結果、長崎幸太郎が現職の後藤斎らを退け、当選した。
長崎幸太郎を推薦した自民党は二階俊博幹事長と岸田文雄政調会長、菅義偉内閣官房長官が告示前から応援と支持者の激励のため山梨を訪れ、告示後も小泉進次郎厚労部会長をはじめ多数の自民党に所属する国会議員が長崎の応援のため駆けつけた。二階幹事長は派閥に所属する長崎のため150人（一部報道では200人）の党所属国会議員を送り込み、訪れたかどうか出欠をとると公言するなど44年ぶりの自民党一本化候補のために挙党体制を敷いた。一方の後藤斎は県内の現元国会議員や県内の自由民主党所属首長の支持を得て政党にとらわれない県内一本化の「県民党」で選挙に挑み、枝野幸男立憲民主党党首と玉木雄一郎国民民主党代表をはじめ両党幹部の応援を断ることで政党色を薄める戦略を取った。一部メディアは政権与党が大量の国会議員を送り込みながらオール沖縄に敗北した2018年沖縄県知事選挙の状況に似ていることを指摘している。
選挙期間中は長崎と後藤が接戦であることが報じられていたが、投票締切後の各メディアの出口調査では長崎がやや優勢であることが伝えられ、開票後の21時17分にNHKが長崎の当確を報じると他のメディアも相次いで当確を出した。

### 支持政党別投票動向
政党別にみると長崎は過去の堀内や自民党山梨県連との軋轢や一部自民系首長の後藤支持により自民支持層の票離れが危惧されていたが、朝日新聞の出口調査（山梨県内60投票所調べ、回答数2,741人）による結果では7割以上から支持を得ていることが判明している。また、公明党支持層も7割以上が長崎を支持している。一方の後藤は立憲民主党支持層の8割、国民民主党の7割から支持を得ているほか、自民や公明の各支持層からも約2割の支持を得ていたが、投票者の半数に迫る分厚い自民支持層に支えられた長崎に及ばなかった。無党派層（支持政党なし）においては後藤が5割以上の支持を得ていたが、長崎も4割近くの支持を得ており、差を埋めるに至らなかった。また後藤県政を「大いに」または「ある程度」評価する人が79%に達していたが、「大いに評価する」とした層の5割が長崎に投票しており、後藤県政を評価しつつも新たな知事を求める有権者が多かったことが特徴である。
NHKの出口調査（山梨県内32投票所調べ、回答数3,770人）は長崎に投票した有権者は自民党支持層の70％台前半、公明党支持層の80％台前半、無党派層の30％台後半だったのに対し、後藤に投票した有権者は立憲民主党支持層の80％台前半、国民民主党支持層の80％台前半、無党派層のおよそ50％となっている。但し回答者の政党別支持は自民党が46％、立憲民主党が11％、国民民主党が3％、公明党が3％、共産党が3％と自民党支持者が圧倒的に多く、その多くが長崎に投票したことから自民党支持者による長崎の支えが大きく反映されている。

### 性別・年齢別投票動向
NHKの出口調査によると性別では男性の50%台前半が長崎支持、30％台後半が後藤支持。女性の40%台後半が長崎支持、40％台前半が後藤を支持している。また今回より選挙権が与えられた18歳・19歳では長崎が40％台半ば、後藤が40％台前半の支持を集めている。
朝日新聞の出口調査による年代別投票動向では長崎は若年層から高齢層まで幅広い層から得票しており、特に30代と40代では50％台後半の支持を得ている。

### 市町村別投票動向
市町村別の得票数および得票率は以下の通り。
長崎は地盤であった山梨県第2区の全市町村で他の候補を上回った。元々長崎を支持する層に加え対立していた堀内詔子が支援したことで票を上積みし、首長が後藤を支持した富士吉田市や都留市をはじめ15市町村中10市町村で長崎は後藤との得票差を30％以上つけ、同選挙区内の得票差は40,000票以上になった。
一方山梨県第1区では後藤の地盤であったことから多くの市町村で他の候補を上回ったが、2位の長崎に10％以上の差をつけたのが北杜市と早川町のみでその他の市町村では10％未満に留まり、市川三郷町、身延町、南部町の峡南地区3町では逆に長崎を下回った。県内最大の票田で後藤の出身地でもある甲府市では約3,000票、同選挙区内の得票数では10,000票近くの差をつけたが、第2区内の差を埋められなかった。
米長は出身地である富士川町で10%の得票率を得たもののその他では1桁に留まっており、花田は南アルプス市と北杜市を除き得票率が5%未満となっている。

## 選挙後の動き

### 各候補者のコメント
各候補者の当落決定後のコメントは以下の通り（得票順）
- 長崎幸太郎「今からが私にとってはスタート。何よりも豊かさが実感できる山梨県。これを作っていくのが目標であってありとあらゆることを私はやっていきたい。」
- 後藤斎「私の不徳のいたしたところで結果を出すことができませんでした。心から皆様方におわび申し上げます、申し訳ございませんでした。」「県民党という部分はやはり必要だという気持ちも強く残っています。」
- 米長晴信「共感をしてもらったとは思うが、直接的に投票行動に結びつかなかった。」
- 花田仁「立候補表明が遅れた問題や、共産党としての地力をもっとつけないといけない。」

### 各メディアの選挙評
- 毎日新聞は長崎と後藤陣営の関係者の談話を織り交ぜながら総括を掲載。選挙戦当初は両陣営とも互角と読んでいたが、後藤陣営幹部は「投票日1週間前から長崎有利に潮目が変わり、長崎を支援する自民党の総力戦に対して準備不足であった」と述べた。また、後藤陣営は長崎と堀内の対立は根強くまとまり切れていないと読んだが、実際は堀内サイドの造反はなく長崎に流れたと分析している[71]。

- 朝日新聞の山下剛記者は朝日新聞の言論サイトである「WEBRONZA」上で後藤の敗北について「自分の派閥に所属する長崎を県知事に据え、かつ山梨県第2区問題を解決しようと総力戦を挙げた『二階戦略』の前にPR不足が露呈した」「後藤の「県民党」は2018年沖縄県知事選挙で「沖縄のアイデンティティ」を掲げた玉城デニーに似ていたが、県政運営で一党一派に偏らないという次元に留まった」とし、また「立憲民主党と国民民主党の推薦は受けたが党首や幹部を選挙戦に呼ばなかったことで主張が伝わりにくくなった面もある」と指摘している[73]。

- 産経新聞は「山梨の抱える危機感を有権者と共有できた」「選挙運動量が現職側と比較にならないほど多かった」と答えた長崎と「県連が一つになって戦えたことが勝因」「公明党の推薦が決まったあたりから現職をリードするなど潮目が変わった」とする森屋県連会長のコメントを掲載[60]。一方後藤サイドは「しっかりとした訴えができなかった」と答えた後藤と「（後藤さんは）具体的に自分の考えを語ってほしかった」とする宮島前甲府市長のコメントを掲載した[60]。

- 読売新聞と地元紙である山梨日日新聞は選挙結果とは別に得票率に触れ、山梨日日新聞は前回よりは上回ったものの現新の争いになった2007年の山梨県知事選挙より8％低いことを指摘し、4月の統一地方選挙への関心の低さを危惧している[74]。また、10代の投票率が42.97%と2016年衆議院選挙や2017年衆議院選挙より低くなったが、これは投票期日が大学受験シーズンと重なったためとしている[75]。読売新聞は特に19歳の投票率が著しく低いことを指摘し、その理由として大学進学のため県外へ転出したが住民票を移動していないことや選挙に触れる機会がより少ないことを挙げている[76]。